# Бундин, Виктор Александрович
Виктор Александрович Бу́ндин (8 ноября 1926, Ивановка, Саратовская губерния — 3 мая 2000, Санкт-Петербург) — советский живописец и график, член Санкт-Петербургского Союза художников (до 1992 года — Ленинградской организации Союза художников РСФСР).

## Биография
Виктор Александрович Бундин родился 8 ноября 1926 года в селе Ивановке Саратовской губернии (ныне — в Екатериновском районе Саратовской области). В 1950—1956 учился на живописном факультете Ленинградского института живописи, скульптуры и архитектуры имени И. Е. Репина у П. П. Белоусова, М. Г. Платунова, В. В. Пименова, Р. Р. Френца. В 1956 году окончил институт по мастерской профессора Р. Р. Френца с присвоением квалификации художника живописи. Дипломная работа — картина «Обмен опытом».
Участвовал в выставках с 1956 года, экспонируя свои работы вместе с произведениями ведущих мастеров изобразительного искусства Ленинграда. Писал жанровые и батальные картины, пейзажи, портреты, натюрморты. Иллюстрировал книги «Сказки» К. И. Чуковского (1956), «Квентин Дорвард» В. Скотта (1957), «Волшебник изумрудного города» А. В. Волкова (1961) и другие для издательств Детская Литература, Детгиз, Просвещение, Малыш. В 1960 году был принят в члены Ленинградского Союза художников. Автор картин «Московский пейзаж», «Подвиг ефрейтора Куприянова» (обе 1954), «Партсобрание защитников Брестской крепости» (1956), «Подвиг безымянного героя у стен Брестской крепости», «Утро на Буге» (обе 1957), «Ночь трудовых побед», «Атомоход „Ленин“ на Неве» (обе 1959), «Сталь» (1962), «Рабочие» (1964), «Друзья» (1965) и других. Персональная выставка художника состоялась в 1958 году в Минске.
Скончался 3 мая 2000 года в Санкт-Петербурге на 74-м году жизни. 
Произведения В. А. Бундина находятся в музеях и частных собраниях в России, Великобритании, Финляндии и других странах.

## Выставки
- 1958 год (Москва): Всесоюзная художественная выставка «40 лет ВЛКСМ».
- 1960 год (Ленинград): Выставка произведений ленинградских художников.
- 1964 год (Ленинград): Ленинград. Зональная выставка.